# Trevor Bolder
Pour les articles homonymes, voir Bolder.
 (juin 2024).
Si vous disposez d'ouvrages ou d'articles de référence ou si vous connaissez des sites web de qualité traitant du thème abordé ici, merci de compléter l'article en donnant les références utiles à sa vérifiabilité et en les liant à la section « Notes et références ».
Trevor Bolder, né le 9 juin 1950 à Kingston-upon-Hull (Angleterre) et mort le 21 mai 2013 à Cottingham dans le Yorkshire de l'Est, est un bassiste britannique, en particulier de David Bowie dans sa période glam rock au sein des Spiders from Mars de 1971 à 1976, puis au sein du groupe Uriah Heep jusqu'à son décès.

## Biographie
Trevor nait à Kingston upon Hull, dans l’East Riding of Yorkshire, en Angleterre. Son père est trompettiste et d'autres membres de sa famille sont également musiciens. Trevor joue du cornet dans le groupe de l'école et a joue un rôle actif dans la scène R & B locale au milieu des années 1960. Inspiré par les Beatles, en 1964, il forme son premier groupe avec son frère où il joue de la basse. 
Il apparaît pour la première fois dans The Rats, qui met également en vedette son compatriote musicien de Hull, Mick Ronson à la guitare. 
En 1971, il est appelé à remplacer Tony Visconti dans le groupe de David Bowie, qui va bientôt s'appeler The Spiders from Mars. Il apparaît ensuite dans le documentaire et film de concert de 1973 de A. Pennebaker, Ziggy Stardust and The Spiders from Mars. Il hérite de son surnom Weird, que Bowie lui donne sur scène, provenant d'un extrait de la chanson Ziiggy Stardust commençant par les paroles «  Ziggy played guitar, jamming good with Weird and Gilly, and the Spiders from Mars ». Trevor ne semble jamais à l'aise en tant que mannequin glam-rock, chancelant derrière Ziggy Stardust dans des bottes à hautes semelles et une tenue de latex et de paillettes aux couleurs de l'arc-en-ciel.
La basse de Bolder apparaît sur les albums studio Hunky Dory (1971) sur lequel il joue aussi de la trompette, The Rise and Fall of Ziggy Stardust and the Spiders from Mars (1972), Aladdin Sane (1973) et Pin Ups (1973), qui devient le chant du cygne des Spiders avec Bowie. Il joue ensuite sur l'album Slaughter 10th Avenue, le premier album solo de Mick Ronson en 1974, qui figure dans les charts du Top Ten britannique.  On l'entend aussi sur l'album de David Bowie Live Santa Monica '72 aux côtés de Mick Ronson, Mike Garson, et Mick Woodmansey  enregistré durant la tournée américaine de 1972 et publié en 2008
Il reforme brièvement les Spiders From Mars en 1976 avec le batteur original du groupe Mick Woodmansey mais sans Mick Ronson, il contacte plutôt le guitariste Dave Black, le chanteur Pete McDonald et le pianiste Mike Garson, qui a déjà joué sur les albums Aladdin Sane et Pin Ups de Bowie. Un unique album éponyme est produit en 1976 avant que le groupe ne se sépare. 
En 1976, Trevor rejoint Uriah Heep, en remplacement de John Wetton. Il travaille sur les albums Firefly, Innocent Victim, Fallen Angel et Conquest. Mais lorsque la formation présente sur ce dernier album se dissout, Trevor se retrouve seul avec le guitariste Mick Box, membre fondateur et propriétaire légal du nom du groupe. La tentative de réunir une nouvelle formation étant temporairement bloquée et Trevor ayant besoin de gagner sa vie, il accepte une offre de se joindre à Wishbone Ash en 1981. Comme par hasard, Trevor se retrouve à remplacer une fois de plus John Wetton, devenant ainsi le bassiste de Wishbone Ash pour leur album de 1982, Twin Barrels Burning. C'est une autre participation éphémère puisqu'en 1983, il revient à la section rythmique avec Uriah Heep, jouant sur la tournée Head First (bien que Bob Daisley joue sur l'album) et tous les autres depuis.
En plus de jouer de la basse traditionnelle et d'assurer les chœurs, Bolder produit également l'album Différent World de Uriah Heep en 1991. 
En 2012 et au début de 2013, Bolder travaille avec Stevie ZeSuicide (Steve Roberts du groupe UK Subs) en tant que producteur sur les singles Wild Trash (co-auteur avec ZeSuicide), Lady Rocker et une reprise de Ziggy Stardust. Trevor joue également sur ces chansons.
Bolder meurt d'un cancer du pancréas en mai 2013 à l'hôpital Castle Hill de Cottingham, après avoir été opéré plus tôt cette année-là.

## Discographie
| Comme membre d'un groupe The Spiders from Mars 1976 : The Spiders from Mars Uriah Heep 1977 : Firefly 1977 : Innocent Victim 1978 : Fallen Angel 1980 : Conquest 1985 : Equator 1986 : Live in Europe 1979 1988 : Live in Moscow 1989 : Raging Silence 1991 : Different World 1995 : Sea of Light 1998 : Sonic Origami 2000 : Future Echoes of the Past 2001 : Acoustically Driven 2001 : Electrically Driven 2002 : The Magician's Birthday Party 2003 : Live in the USA 2004 : Magic Night 2008 : Wake the Sleeper 2009 : Celebration: Forty Years of Rock 2011 : Into the Wild 2015 : Totally Driven Wishbone Ash 1982 : Twin Barrels Burning Cybernauts 2000 : Live | Comme musicien de studio Avec David Bowie 1971 : Hunky Dory 1972 : The Rise and Fall of Ziggy Stardust and the Spiders from Mars 1973 : Aladdin Sane 1973 : Pin Ups 1983 : Ziggy Stardust: The Motion Picture (enregistré en 1973) 2008 : Live Santa Monica '72 (enregistré en 1972) Autres 1973 : Weren't Born a Man de Dana Gillespie 1974 : Slaughter on 10th Avenue de Mick Ronson 1975 : Play Don't Worry de Mick Ronson 1980 : Free Spirit de Ken Hensley 1994 : From Time to Time de Ken Hensley |